# دانشگاه مرکزی جنوب
دانشگاه مرکزی جنوبی (CSU؛ 中南大学) یک دانشگاه دولتی ملی در چانگشا، هونان، چین است. این دانشگاه توسط وزارت آموزش چین حمایت مالی می‌شود. بیش از ۳۳۰۰۰ دانشجوی تمام وقت در مقطع کارشناسی و ۱۲۰۰۰ دانشجوی کارشناسی ارشد در دانشگاه مرکزی جنوب تحصیل می‌کنند.